# Рекламирање дуванских производа
Рекламирање дуванских производа је регулисано законом.
Дуван чине листови култивисане биљне врсте Nicotiana tabacum (обични дуван) у свим облицима и степенима биљне производње, обраде и паковања, који не служе крајњој потрошњи (необрађени дуван).
За разлику од дувана, Дувански производи јесу производи који по квалитету задовољавају стандарде прописане законом, и то: цигаре и цигарилоси, цигарете, дуван за пушење и остали дувански производи.
Рекламирање дуванских производа је сваки облик комерцијалне комуникације са циљем директне или индиректне публикације и промовисања дуванских производа.
Спонзорисање је сваки облик јавног или приватног новчаног доприноса, било ком појединцу, догађају или активности, које за циљ има директну или индиректну промоцију дуванских производа.

## Оглашавање дуванских производа
У Републици Србији је забрањено оглашавање дувана и дуванских производа, укључујући и свако истицање жига или друге ознаке произвођача тих производа, у штампи, на радију и телевизији, преко биоскопских дијапозитива, филмова, паноа, табли, налепница, огласних средстава на улицама, јавним местима, на јавним објектима и средствима саобраћаја, преко књига, часописа, календара и одевних предмета и преко налепница, плаката и летака ако су те налепнице, плакати и леци одвојени од амбалаже производа дувана и дуванских производа.
Забрањена је дистрибуција бесплатних дуванских производа грађанима као и промотивни попуст за дуванске производе.

## Забрана приказивања пушења и дуванских производа у огласним порукама
Забрањено је у огласној поруци приказивати пушење или опонашање пушења, дуванске производе, њихову амбалажу и дувански дим.
Ограничења и забране не односе се на огласну поруку којом се препоручује престанак, одвикавање и борба против пушења.

## Упозорење о штетности дуванских производа
Произвођачи дувана и дуванских производа дужни су да оригинално паковање тих производа обележе и означе у складу са законом којим се уређује производња и промет дувана и дуванских производа.
Од 1. јануара до 31. децембра 2010. године, цигарете у промету на
територији Републике не могу да садрже више од:
- 10  катрана по цигарети;
- 1,1  никотина по цигарети;
- 11  угљен моноксида по цигарети.

Од 1. јануара 2011. године, цигарете у промету на територији Републике
не могу да садрже више од:
- 10  катрана по цигарети;
- 1  никотина по цигарети;
- 10  угљен моноксида по цигарети

## Упозорење на огласним порукама за дуванске производе
Свако појединачно и групно паковање дуванских производа у промету у Републици, осим дувана за жвакање и других дуванских производа који се
не пуше, мора имати одштампано опште и посебно упозорење.
Опште упозорење за дуванске производе мора бити одштампана на предњој страни појединачног и групног паковања дуванских производа, тако да покрива најмање 30% предње површине паковања.
- "Пушење убија. Дувански дим штети људима у Вашој околини"

Посебно упозорење мора бити одштампано на полеђини појединачног и групног паковања дуванских производа тако да покрива најмање 40% површине полеђине паковања.
- "Пушење узрокује рак (болест)"
- "Пушење изазива болести крвних судова као што су „пушачка нога“ и импотенција"
- "Желите бебу? Труднице које пуше ризикују да изгубе бебу или оштете њено здравље"[1]

## Изузеци од забране рекламирања
Не сматра се оглашавањем истицање дуванских производа на продајном месту и објављивање обавештења о квалитету и другим својствима дувана, односно дуванских производа на продајном месту, у стручним књигама, часописима и другим стручним публикацијама које су намењене искључиво произвођачима или продавцима тих производа, као ни коришцење жига и друге ознаке произвођача дуванских производа на средствима пословне комуникације и пословне репрезентације тог произвођача.
Објављивање информација у стручним књигама, часописима и другим публикацијама које су намењене за стручно оспособљавање кадрова, техничко и технолошко унапређење производње дуванских производа, неће се сматрати рекламом.